# Götter der Pest
Götter der Pest (en alemany Déus de la plaga) és una pel·lícula dramàtica  alemanya occidental en blanc i negre del 1970 dirigida per Rainer Werner Fassbinder.

## Argument
Després del seu alliberament de la presó, l'exconvicte Franz Walsch torna a l'inframón criminal de Munic i també descobreix que la seva atenció es centra en dues dones, Joanna i Margarethe, així com en Günther. el seu amic que abans va disparar al seu germà.

## Producció
La pel·lícula es va rodar a Múnic i Dingolfing durant cinc setmanes a l'octubre i novembre de 1969 i Fassbinder finalment va arribar a considerar-la, poc abans de morir, com el cinquè millor llargmetratge que va fer durant tota la seva carrera.

## Anàlisi
Kaja Silverman, autora de l'article acadèmic "Fassbinder and Lacan: A Reconsideration of Gaze, Look, and Image," va escriure que la pel·lícula "conté el tema i la imatge ideal a la distància més extrema l'un de l'altre i això, per tant, testimonia de manera més eloqüent l'exterioritat recalcitrant d'aquest últim." A més, va escriure que el personatge de Margarethe "manté la seva identitat mitjançant una referència constant a una representació externa."En comentar l'escena en què es veu en un cartell d'un rostre de dona rossa, Silverman va afirmar que és "presumiblement un anunci esclatat." També s'ha observat que la pel·lícula està plena de simbolisme homoeròtic.

## Repartiment
- Hanna Schygulla com a Joanna Reiher
- Margarethe von Trotta com a Margarethe
- Harry Baer com a Franz Walsch
- Günther Kaufmann com a Günther
- Carla Egerer com a Carla Aulaulu
- Ingrid Caven com a Magdalena Fuller
- Jan George com a Policia
- Marian Seidowsky com a Marian Walsch
- Yaak Karsunke com a Inspector
- Micha Cochina as Joe
- Hannes Gromball com a gerent del supermercat
- Lilith Ungerer com a noia
- Katrin Schaake com a propietaria del cafè
- Lilo Pempeit com a mare
- Rainer Werner Fassbinder com a client de pornografia
- David Morgan com a Catcher
- Thomas Schieder com a Tommy
- Kurt Raab com a convidat del pub
- Irm Hermann com a barman
- Peter Moland
- Doris Mattes com a Marie Luise
- Eva Madelung com a noia
- Ursula Strätz com a propietaria d'una botiga d'antiguitats

## Llançament
La pel·lícula va ser llançada en DVD per The Criterion Collection el 2013 a través de la seva sèrie Eclipse com a part d'una caixa conjunta amb Liebe ist kälter als der Tod, Katzelmacher, Der amerikanische Soldat i Warnung vor einer heiligen Nutte.

## Recepció
El repartiment i el treball de càmera de la pel·lícula van guanyar el Deutscher Filmpreis (Filmband in Gold) el 1970. L'opinió de PopMatters sobre la pel·lícula era que "prov[a] el domini expressiu del director," el crític Michael Koresky va opinar que pel·lícula "en última instància, il·lustra la inutilitat del romanç i la inevitabilitat i la ignomínia de la mort," mentre que un altre crític, Noel Murray, va escriure que la pel·lícula explora els seus "ambients de maneres notables, amb moments memorables" i una "casualitat sobre la nuesa i la escatologia que supera fins i tot el cinema underground estatunidenc de l'època." De la mateixa manera, el crític de Slant Magazine Jordan Cronk va escriure que "La destresa tècnica de Fassbinder mostra un avenç més gran" amb aquesta pel·lícula, "transformant el minimalisme en una dramatúrgia més trista," Steve Erickson va subratllar el fet que "Hi ha alguna cosa convincent en l'experimentació de la pel·lícula, fins i tot si les habilitats de Fassbinder encara no eren del tot allà, la converteix en una direcció homoeròtica, oferint la nuesa tant de Baer com de Kaufmann, aquest últim de qui el director estava enamorat en aquell moment. un gir a la pel·lícula negra rarament vista fins i tot avui," i Rebecca A. Brown va assenyalar que la pel·lícula és una de les "pel·lícules primerenques més sorprenents visualment de Fassbinder [en què] la càmera juxtaposa de manera exuberant foscos, grisos i blancs intensos a cada escena. Les imatges centrades dels actors i els interiors ben decorats també abunden, desorientant la familiaritat de la narració i l'actuació intencionadament apagada de Baer." A més, IndieWire s'ha referit a la pel·lícula com a "composta sensualment", el crític Fernando F. Croce va opinar que "el diàleg de la pel·lícula és musical en la seva concisió," el crític Dennis Schwartz l'ha qualificat de "visió bastant bona," i TV Guide van escriure que es tracta d'una "pel·lícula criminal memorable." El crític de The New York Times Vincent Canby va escriure que "està interpretat impecablement per membres de la societat anònima Fassbinder," i Time Out de Londres va elogiar la pel·lícula com "una meditació enginyosa i elegant sobre el gènere, filtrada per la sensibilitat decididament fosca i morbosa del seu director."